# Aschbergschanze

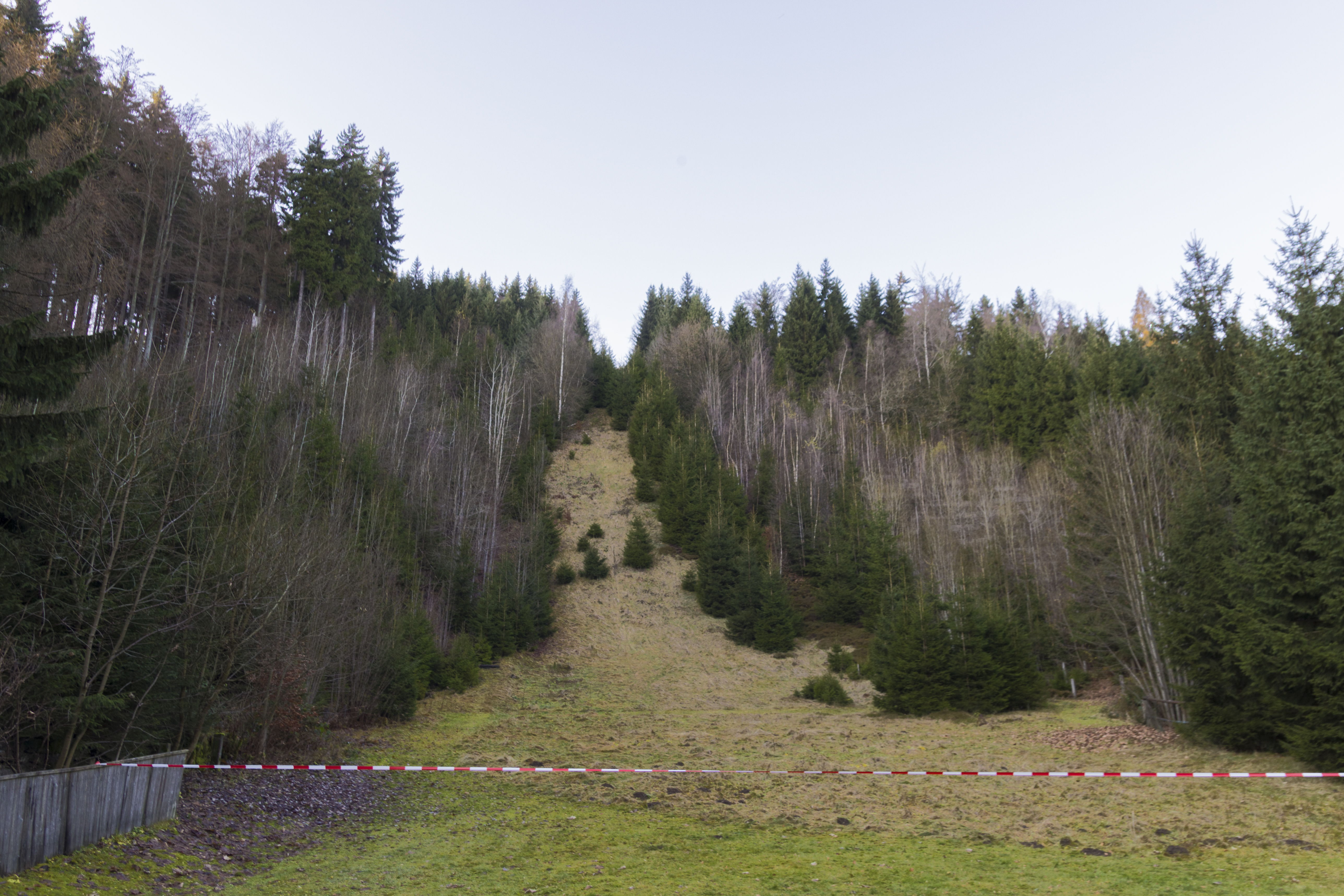
Teren po dawnej Aschbergschanze (2016)

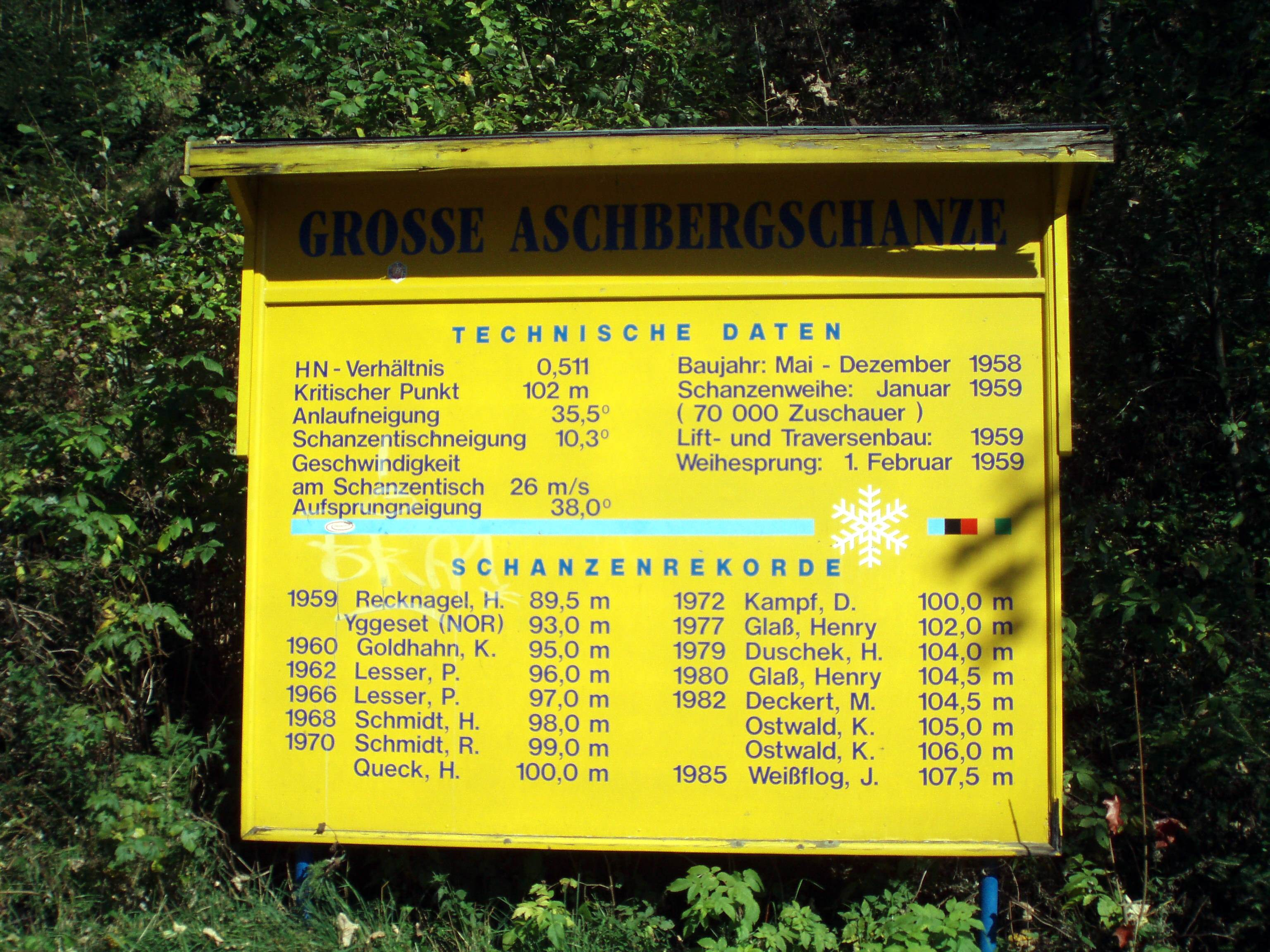
Tabela rekordzistów skoczni Aschbergschanze

Aschbergschanze (właśc. Große Aschbergschanze) – nieistniejąca duża skocznia narciarska, położona w Dolinie Steinbach, na wzgórzu Aschberg w Klingenthal.
Obiekt powstał w miejscu skoczni Curt A. Seydel-Schanze, wybudowanej w 1924 przez Wintersportverein Aschberg, w której do 1943 roku organizowano wiele konkursów (w tym Mistrzostwa Niemiec w 1929), w późniejszym czasie obiekt podupadł. Ostatnim rekordzistą obiektu był Birger Ruud, który w 1933 skoczył 52,5 metra. Skocznię Aschbergschanze oddano do użytku w grudniu 1958.
1 lutego 1959 miało miejsce otwarcie skoczni, na którą zjawiło się 70 tysięcy ludzi – pierwszy skok oddał Harry Glaß, który w trudnych warunkach skoczył 55 metrów.
Pierwotnie punkt konstrukcyjny skoczni wynosił 82,5 metra, po przebudowie w 1984 przeniesiono go na 102 metr. Na Aschbergschanze organizowano wiele konkursów o charakterze krajowym - czternaście razy obiekt ten gościł Mistrzostwa NRD, a 18 stycznia 1986 odbył się pierwszy i jedyny konkurs Pucharu Świata. Zawody przy ponad 30-tysięcznej publiczności wygrał Matti Nykänen, przed Primožem Ulagą i Walerijem Karietnikowem. Następny konkurs miał się odbyć 15 stycznia 1987, jednak zawody zostały odwołane z powodu niekorzystnych warunków atmosferycznych.
11 lutego 1989 zorganizowano ostatnie zawody na Aschbergschanze – wygrali wspólnie René Kummerlöw i Ulf Findeisen. Potem skocznia została zamknięta przez policję. 26 września 1990 zburzono próg skoczni, a następnie 7 listopada 1991 rozmontowano wieżę najazdu. Niecały miesiąc później - 5 grudnia powołano "Stowarzyszenie na rzecz Odbudowy Aschbergschanze", ostatecznie jednak skocznia nie została odbudowana. W październiku 2003 rozpoczęto budowę nowej skoczni narciarskiej na wzgórzu Schwarzberg – skocznia Vogtland Arena została otwarta w grudniu 2005.
Przez wiele lat, o istnieniu Aschbergschanze przypominała wieża sędziowska, którą w 2016 zburzono.

## Rekordziści skoczni
| Lp. | Rok  | Zawodnik          | Odległość | Uwagi                         |
| --- | ---- | ----------------- | --------- | ----------------------------- |
| 1.  | 1959 | Helmut Recknagel  | 89,5 m    |                               |
| 2.  | 1959 | Torbjørn Yggeseth | 93,0 m    |                               |
| 3.  | 1960 | Klaus Goldhahn    | 95,0 m    |                               |
| 4.  | 1962 | Peter Lesser      | 96,0 m    |                               |
| 5.  | 1966 | Peter Lesser      | 97,0 m    |                               |
| 6.  | 1968 | Heinz Schmidt     | 98,0 m    |                               |
| 7.  | 1970 | Rainer Schmidt    | 99,0 m    |                               |
| 8.  | 1970 | Horst Queck       | 100,0 m   |                               |
| 9.  | 1972 | Dietrich Kampf    | 100,0 m   | wyrównanie rekordu            |
| 10. | 1977 | Henry Glaß        | 102,0 m   |                               |
| 11. | 1979 | Harald Duschek    | 104,0 m   |                               |
| 12. | 1980 | Henry Glaß        | 104,5 m   |                               |
| 13. | 1982 | Manfred Deckert   | 104,5 m   | wyrównanie rekordu            |
| 14. | 1982 | Klaus Ostwald     | 105,0 m   |                               |
| 15. | 1982 | Klaus Ostwald     | 106,0 m   |                               |
| 16. | 1985 | Jens Weißflog     | 107,5 m   | rekord skoczni po przebudowie |